# Enrique Ibarra Pedroza
Juan Enrique Ibarra Pedroza (Tototlán, Jalisco; 16 de agosto de 1952) es un político mexicano, miembro del partido Movimiento Ciudadano. Se desempeñó como Secretario General de Gobierno del Estado de Jalisco de 2018 a 2024 y presidente municipal sustituto de Guadalajara de 2017 a 2018.
Es abogado egresado de la Universidad de Guadalajara, con maestría en Derecho Electoral, editorialista y autor de varios libros.

## Vida pública

### Como político
El gusto por la vida pública le surgió debido a la situación en la que se vio envuelta su infancia, ya que en su pueblo natal no había atención médica, electricidad, ni agua potable. Además las asambleas ejidales llamaron su atención y lo incentivaron a estudiar abogacía. 
Su primer trabajo como servidor público fue siendo notificador en la Secretaría de Finanzas del Estado. Años después, fue regidor del Municipio de Guadalajara en el periodo 1980-82; diputado local en tres ocasiones, donde presentó entre otras, iniciativas en pro de los procesos de adopción de menores; diputado federal en tres legislaturas y suplente en una. En las tres ocasiones ha sido diputado Federal titular ha presentado iniciativas en favor de las personas con discapacidad, así como el derecho a la información. 
Ha sido director de apoyo a instituciones y organismos electorales de la Secretaría de Gobernación, y Subsecretario General de Gobierno en Jalisco; también fue representante del PRI ante el Consejo General del Instituto Federal Electoral y de la Comisión Nacional de Vigilancia del Registro Federal de Electores, durante cinco años. Además fue Secretario General del PRI Jalisco.
Después de 35 años de militancia terminó su relación política con el Partido Revolucionario Institucional. Contendió postulado por la coalición de izquierda (PRD-PT) al gobierno de Jalisco en las Elecciones de 2006.
En elecciones federales de 2009, fue candidato a diputado federal encabezando la lista plurinominal por el Partido del Trabajo en la primera circunscripción electoral, para la LXI Legislatura. Accedió a la cámara como vicecoordinador del grupo parlamentario del PT y presidió la comisión de ex braceros, logrando que el gobierno federal pagara 3,100 millones de pesos a más de 100 mil ex trabajadores migratorios en 2012.
En 2013 fue elegido Presidente del Consejo Ciudadano del partido Movimiento Ciudadano en Jalisco. Cargo al cual renunció el 17 de diciembre de 2017.
El pasado 17 de diciembre, tomó protesta como Presidente Municipal Interino de Guadalajara, en la administración 2015-2018, sucediendo en el encargo a Enrique Alfaro Ramírez.

### Como catedrático
Inició dando clases en la preparatoria número 3 de la Universidad de Guadalajara en 1974. Actualmente es catedrático dentro del Centro Universitario de Ciencias Sociales y Humanidades (CUCSH) perteneciente a la Universidad de Guadalajara. Algunas de las materias que imparte son: "Poder Legislativo en México" y "Derecho Constitucional".
De igual manera, es rector de la Universidad siglo XXI; institución que ofrece un modelo de educación abierto y a distancia que se imparte a través de las nuevas tecnologías de la información, con sede en la ciudad de Guadalajara, Jalisco.

### Editorialista y escritor
Ha escrito y publicado libros como Nacimiento y Trayectoria del Supremo Tribunal de Justicia del que es coautor; así como El Congreso Constituyente de Jalisco de 1824 del que es Autor. El pasado 25 de mayo la Cámara de Comercio de Guadalajara presentó la segunda edición del libro El Puente de las Damas, el cual también es de su autoría.
Fue editorialista en el Periódico Milenio Jalisco y de la cadena de Radio Promomedios.

### Como tototlense
Desde 1983 ha gestionado diversos beneficios para su municipio natal, entre los que destacan: Las graderías del Estadio Municipal de fútbol, la construcción de plaza de la delegación de San Isidro, la oficialización de la secundaria Felipe de Jesús González, las gestiones para la instalación del módulo de la Preparatoria Tototlán y su posterior oficialización en la Universidad de Guadalajara (UdeG) durante el rectorado de Víctor Manuel González Romero, e infinidad de apoyo a los Presidentes Municipales en turno. 
En su momento, logró el apoyo del exgobernador Francisco Ramírez Acuña para construcción de la “Casa de la Cultura José Moreno Hernández”. Así mismo y con el apoyo del entonces gobernador Emilio González Márquez, consiguió tres millones de pesos para la construcción del Auditorio Municipal anexo a la propia Casa de Cultura, inaugurado el 20 de noviembre de 2012. En la realización de estas dos obras participaron en forma de decidida los en su momento alcaldes: Agustín Lomelí, Josito Macías, Ossiel Niaves, María Salazar y Francisco Rodríguez Lomelí.
Como diputado federal, en la administración municipal 2012-2015 de Tototlán, logró el apoyo de varios millones de pesos de la federación para la construcción y rehabilitación de caminos como el de San José del Monte y el de Ramblas Chico – La Isla. Colaboró con el ex Presidente Municipal Juan Guadalupe Aceves Delgado, en algunas donaciones hechas por el Gobierno de Guadalajara al de Tototlán en las que destacan apoyos por más de dos millones de pesos en luminarias, patrullas y equipamiento policial. 
Así mismo, en la administración 2018-2021 gestionó recursos por más de 9 millones de pesos para la reconstrucción de la Escuela Secundaria Técnica #49 en la cabecera municipal. Igualmente, consiguió más de 9 millones para la construcción de calles con empedrados zampeados para la reactivación económica aplicados en las calles Justo Sierra, Liz, Margarita, Orquídea , Prol. Orquídea,  Clavel, Flor del paraíso, Gladiola, Prol. Bugambilias, Lirio, Pascual Orozco, Javier Mina, Prol. Ramón Corona, camino viejo a San Agustín, 16 de septiembre en Coinan, San Juan Bosco en Laja de Gomez, Calle Lázaro Cárdenas en Nuevo Refugio y calle Vía Crusis en San Isidro, las cuales fueron ejecutadas en los ejercicios fiscales 2021 y 2022 durante la administración del actual Presidente Municipal, Juan Carlos Velázquez Iñíguez.